# 헌드레드
}}
《헌드레드》(일본어: ハンドレッド, Hundred)는 미사키 쥰이 원작한 일본의 라이트 노벨이다. 일러스트는 오오쿠마 네코스케가 담당하고 있다. 2016년 4월부터 일본의 TV 도쿄 계열에서 TV 애니메이션화로 방영 중이다.

## 줄거리
수수께끼의 외계 생명체 세비지의 습격을 받는 인류. 대항 수단은 역시 지구 밖보다 빚어진 운석에서 나온 힘, 헌드레드뿐이었다. 어떤 사정에서 핸드 레드의 사용자인 무예가(슬레이어)를 육성하는 기관 · 해상 학원 도시 리틀 가든에 입학한 키사라기 하야토는 룸 메이트인 에밀 크로스 포드 등 동료들과 협력하며, 인류를 지키기 위한 싸움으로 몸을 던진다.